# Heterophysa griseoviridis
Heterophysa griseoviridis là một loài bướm đêm trong họ Noctuidae.